# TVnavi日劇年度大賞
TVnavi日劇年度大賞，由日本產業經濟新聞社旗下的電視週刊雜誌《TVnavi》所主辦，為一年一度並無專業評審的「觀眾投票」獎。2004年起為第一屆，參與對象為NHK電視台及各家民間電視台所製播的連續劇。

## 獲獎名單
2004年 第1回
- 最佳作品獎：《砂之器》
- 最佳男主角獎：中居正廣（砂之器）
- 最佳女主角獎：松下由樹（大奥〜第一章〜）
- 最佳男配角獎：山本耕史（新選組！）
- 最佳女配角獎：松雪泰子（砂之器）
- 特別獎：美山加戀（我和她和她的生存之道（日语：僕と彼女と彼女の生きる道））

2005年 第2回
- 最佳作品獎：《野豬大改造》
- 最佳男主角獎：瀧澤秀明（義經）
- 最佳女主角獎：仲間由紀惠（極道鮮師2）
- 最佳男配角獎：松本潤（流星花園）
- 最佳女配角獎：藥師丸博子（一公升的眼淚）
- 新進男演員獎：龜梨和也（野豬大改造）
- 新進女演員獎：堀北真希（野豬大改造）

2006年 第3回
- 最佳作品獎：《交響情人夢》
- 最佳男主角獎：草彅剛（我的人生路（日语：僕の歩く道））
- 最佳女主角獎：篠原涼子（Unfair）
- 最佳男配角獎：福士誠治（純情閃耀）
- 最佳女配角獎：澤尻英龍華（太陽之歌）
- 新進男演員獎：田中聖（我的老大，我的英雄）
- 新進女演員獎：村上知子（日语：村上知子）（愛上恐龍妹（日语：ブスの瞳に恋してる））

2007年 第4回
- 最佳作品獎：《華麗一族》
- 最佳男主角獎：木村拓哉（華麗一族）
- 最佳女主角獎：篠原涼子（派遣女王）
- 最佳男配角獎：小栗旬（花樣少年少女）
- 最佳女配角獎：新垣結衣（父女變變變）
- 新進男演員獎：田口淳之介（新娘與爸爸（日语：花嫁とパパ））
- 新進女演員獎：多部未華子（貧窮貴公子）

2008年 第5回
- 最佳作品獎：《魔王》
- 最佳男主角獎：大野智（魔王）
- 最佳女主角獎：宮崎葵（篤姬）
- 最佳男配角獎：瑛太（Last Friends、篤姬）
- 最佳女配角獎：上野樹里（Last Friends）
- 新進男演員獎：山田涼介（1磅的福音、改造老師大作戰）
- 新進女演員獎：比嘉愛未（Code Blue）

2009年 第6回　
- 最佳作品獎：《仁醫》
- 最佳男主角獎：大澤隆夫（仁醫）[1]
- 最佳女主角獎：天海祐希（BOSS女王）
- 最佳男配角獎：內野聖陽（仁醫）
- 最佳女配角獎：綾瀨遙（仁醫）
- 新人獎：中丸雄一（RESCUE～特別高度救助隊）

2010年 第7回　
- 最佳作品獎：《鬼太郎之妻》
- 最佳男主角獎：福山雅治（龍馬傳）
- 最佳女主角獎：松下奈緒（鬼太郎之妻）
- 最佳男配角獎：向井理（鬼太郎之妻）
- 最佳女配角獎：淺野温子（飛特族、買個家）
- 新進男演員獎：丸山隆平（飛特族、買個家）
- 新進女演員獎：蘆田愛菜（Mother）

2011年 第8回
- 最佳作品獎：《家政婦女王》
- 最佳男主角獎：大澤隆夫（仁醫2）
- 最佳女主角獎：松嶋菜菜子（家政婦女王）[3]
- 最佳男配角獎：長谷川博己（家政婦女王）
- 最佳女配角獎：杏（妖怪人間貝姆）
- 新進男演員獎：鈴木福（妖怪人間貝姆）
- 新進女演員獎：瀧本美織（幸福鐵板燒）

2012年 第9回
- 最佳作品獎：《上鎖的房間》
- 最佳男主角獎：大野智（上鎖的房間）
- 最佳女主角獎：堀北真希（小梅醫生）
- 最佳男配角獎：西島秀俊（草莓之夜）
- 最佳女配角獎：栗山千明（自閉天才ATARU）
- 新進男演員獎：知念侑李（愛情種子）
- 新進女演員獎：入來茉里（幸運7人组）

2013年 第10回
- 最佳作品獎：《A.I.人工智慧男友》
- 最佳男主角獎：木村拓哉（A.I.人工智慧男友）
- 最佳女主角獎：綾瀨遙（八重之櫻）
- 最佳男配角獎：齋藤工（Miss PILOT）
- 最佳女配角獎：上戶彩（半澤直樹）
- 新進男演員獎：藤井流星（Miss PILOT）
- 新進女演員獎：黑木華（王牌大律師2）

2014年 第11回
- 最佳作品獎：《死神君》
- 最佳男主角獎：大野智（死神君）
- 最佳女主角獎：杏（花咲舞無法沉默）
- 最佳男配角獎：松重豐（死神君）
- 最佳女配角獎：石原聰美（失戀巧克力）
- 新進男演員獎：工藤阿須加（羅斯福遊戲）
- 新進女演員獎：鈴木梨央（明天媽媽不在）

2015年 第12回
- 最佳作品獎：《錢的戰爭》
- 最佳男主角獎：草彅剛（錢的戰爭）
- 最佳女主角獎：杏（花咲舞無法沉默2）
- 最佳男配角獎：神木隆之介（學校的階梯）
- 最佳女配角獎：木村文乃（錢的戰爭）
- 新進男演員獎：岸優太（哥哥扭蛋）
- 新進女演員獎：廣瀨鈴（學校的階梯）

2016年 停辦

## 外部連結
- 官方網站（页面存档备份，存于）（日語）